# Народні прикмети про погоду

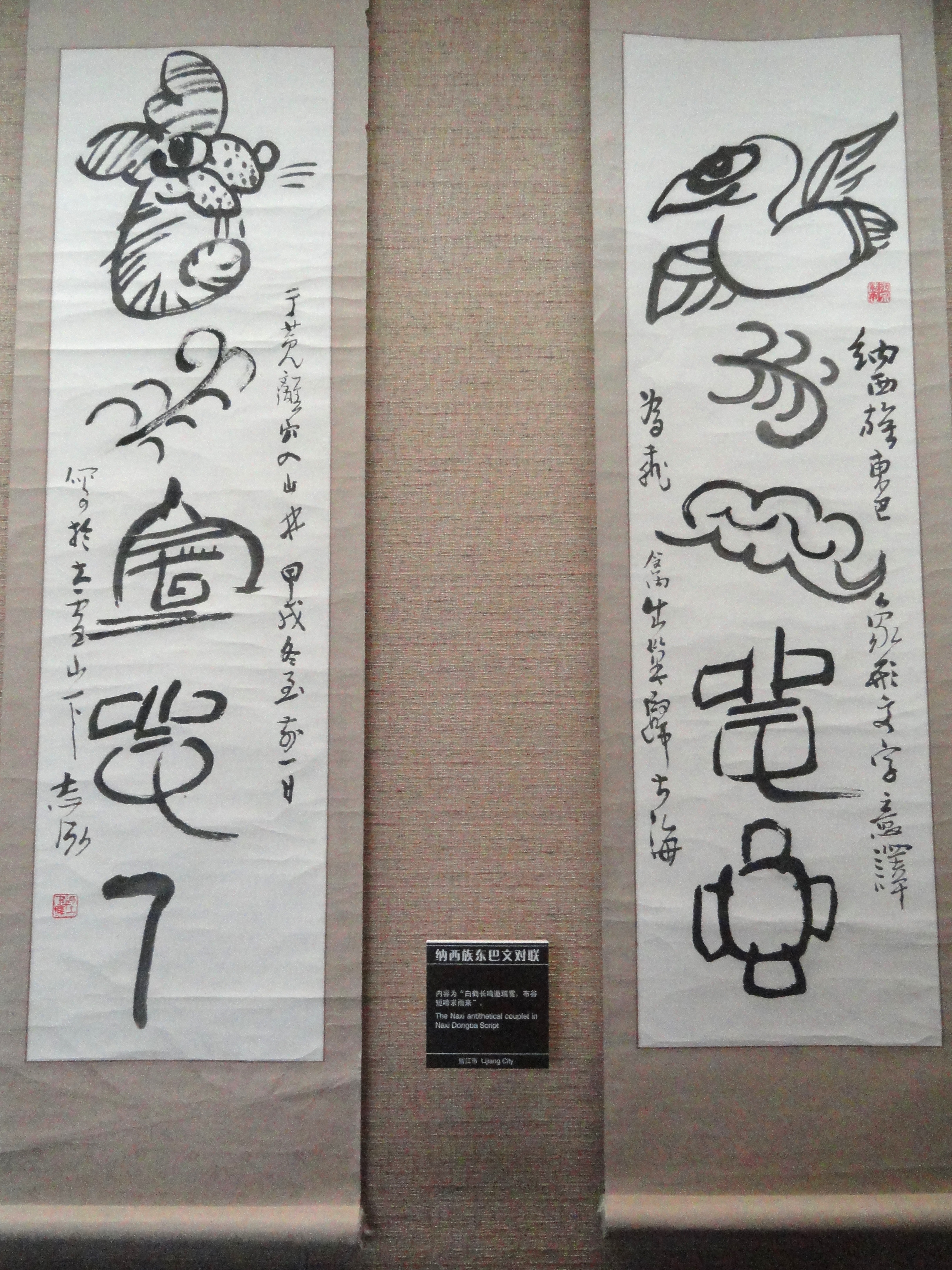
Китайська народна прикмета «білий журавель довго співає — кличе великий сніг, зозуля коротко кричить — просить дощу».

Народні прикмети про погоду — відомості про різні ознаки, які вказують на майбутні явища погоди, які зберігаються в народі і передаються з покоління в покоління.

## Ставлення метеорологів до погодних прикмет
Метеорологи, як правило, вважають, що такі прикмети як нижченаведені нічого в собі не несуть, окрім гумору та фольклору: «Якщо собаки багато сплять і мало їдять — буде дощ», «Собаки катаються по землі — буде дощ або сніг». Але такі прикмети як: «Сережки на кленах — сій буряк», «Зацвіла фіалка — сій моркву і петрушку», «Якщо лист берези розгорнеться повністю — можна садити картоплю», є обґрунтованими, бо рослини реагують на зміни температури, вологості в навколишньому середовищі, є багато ознак, які вказують на зміни в погоді.